# Grandsaigne
Grandsaigne település Franciaországban, Corrèze megyében. Lakosainak száma 48 fő (2022. január 1.). Grandsaigne Bonnefond, Chaumeil, Pradines és Saint-Yrieix-le-Déjalat községekkel határos.

## Népesség
A település népességének változása:
| Lakosok száma | 134  | 87   | 70   | 48   | 45   | 47   | 52   | 52   | 52   | 48   |
|               | 1968 | 1982 | 1990 | 2006 | 2013 | 2015 | 2017 | 2019 | 2020 | 2022 |